# Francis Kallarakal

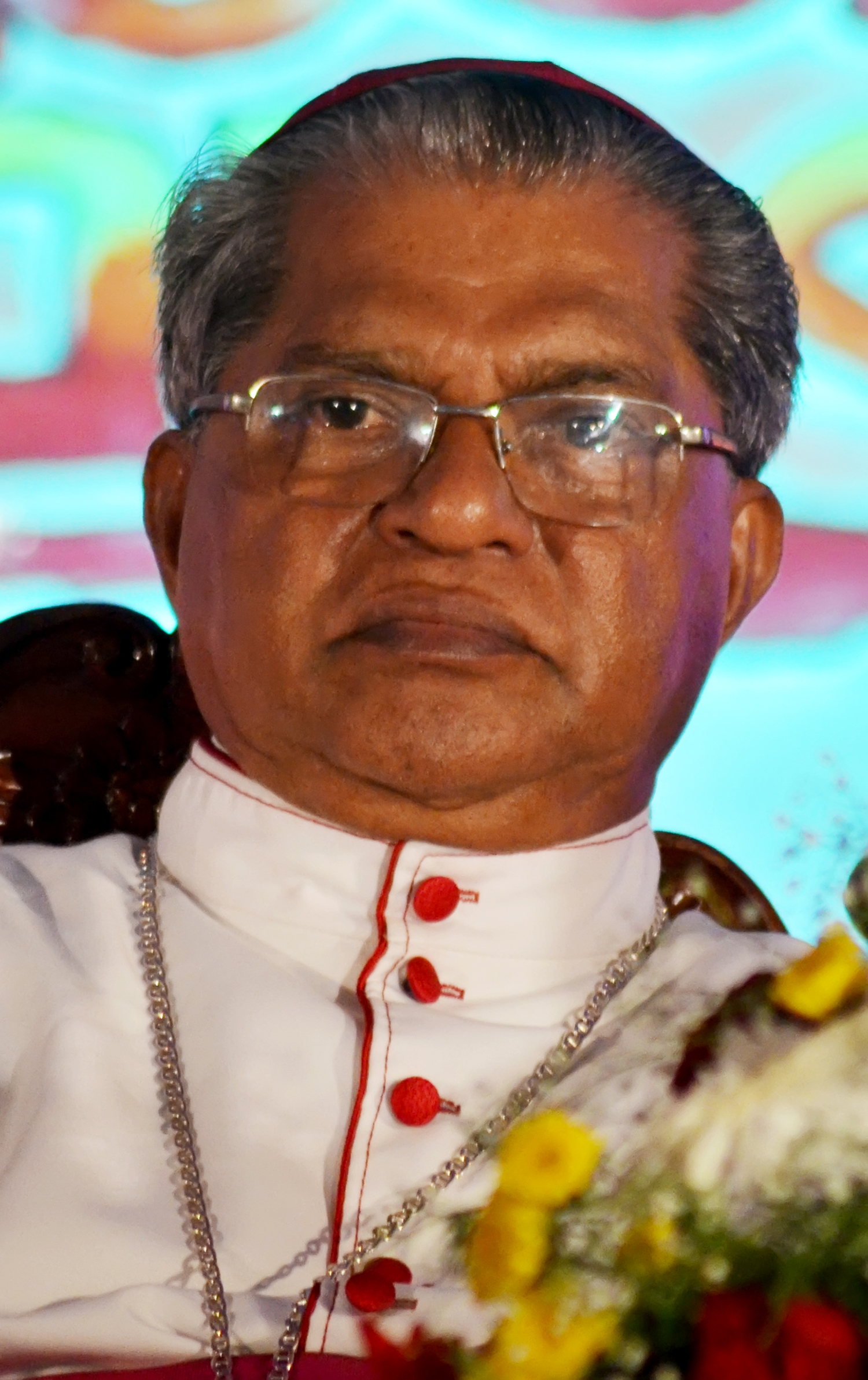
Francis Kallarakal

Francis Kallarakal (* 10. Oktober 1941 in Kottapuram, Indien) ist ein indischer Geistlicher und emeritierter römisch-katholischer Erzbischof von Verapoly.

## Leben
Kallarakal empfing am 29. Juni 1968 die Priesterweihe. Von 
1968 bis 1970 diente er an der Kirche Pius X. in Fairfield, Connecticut. An der dortigen Fairfield University erlangte er auch seinen Doktorgrad. Von 1978 bis 1986 war er Sekretär des Erzbischofs von Verapoly.
Am 3. Juli 1987 wurde er von Papst Johannes Paul II. zum ersten Bischof des mit gleichem Datum errichteten Bistums Kottapuram ernannt. Die Bischofsweihe spendete ihm der Erzbischof von Verapoly, Cornelius Elanjikal, am 4. Oktober desselben Jahres. Mitkonsekratoren waren der Bischof von Cochin, Joseph Kureethara, und der Bischof von Quilon, Joseph Gabriel Fernandez.
Am 20. Februar 2010 wurde er von Papst Benedikt XVI. zum Erzbischof von Verapoly berufen.
Am 31. Oktober 2016 nahm Papst Franziskus seinen altersbedingten Rücktritt an.